# Zemmouri
Zemmouri è un comune dell'Algeria, situato nella provincia di Boumerdès.